# Asobara caboverdensis
Asobara caboverdensis (лат.) — вид паразитических наездников рода Asobara из семейства Braconidae (Alysiinae, Hymenoptera).

## Распространение
Африка: Кабо-Верде.

## Описание
Длина около 2 мм. От близких видов отличается пропорциями первого тергита (он в 1,3 раза длиннее своей апикальной ширины), видимая острая часть яйцеклада в 2,7 раза длиннее метасомы; второй сегмент жгутика в 5,4 раза длиннее ширины. Усики 18—22-члениковые.  Основная окраска тела коричневая. Жвалы крупные, простые, с 3 зубцами. Верхний зубец жвал широкий; средний зубец широкий и короткий; нижний зубец широкий. Передняя тенториальная ямка находится вдали от края глаз. Предположительно паразитируют на представителях отряда двукрылые.

## Систематика
Вид Asobara caboverdensis был впервые описан в 2019 году голландским гименоптерологом Корнелиусом ван Ахтенбергом (Cornelis van Achterberg, Department of Terrestrial Zoology, Naturalis Biodiversity Center, Лейден, Нидерланды) по материалам из Африки.